# Fladungen
Fladungen – miasto w Niemczech, w kraju związkowym Bawaria, w rejencji Dolna Frankonia, w regionie Main-Rhön, w powiecie Rhön-Grabfeld, siedziba wspólnoty administracyjnej Fladungen. Leży w Rhön, ok. 22 km na północ od Bad Neustadt an der Saale, nad rzeką Streu, przy drodze B285.

## Dzielnice
W skład miasta wchodzą następujące dzielnice: Brüchs, Heufurt, Leubach, Oberfladungen, Rüdenschwinden, Sands i Weimarschmieden.

## Demografia
| Rok  | Liczba mieszk. |
| 1970 | 2520           |
| 1987 | 2279           |
| 2000 | 2415           |
| 2005 | 2296           |

## Współpraca
Miejscowości partnerskie:
- Kõo. Estonia
- Köyliö. Finlandia
- Nassenfels, Bawaria
- Nora, Szwecja

## Zabytki i atrakcje
- Muzeum Rhön
- kolej zabytkowa do Mellrichstadt
- mury miejskie
- Kościół parafialny pw. św. Kiliana (St. Kilian)
- dawny budynek szpitala
- budynek urzędu biskupów Würzburga

## Galeria

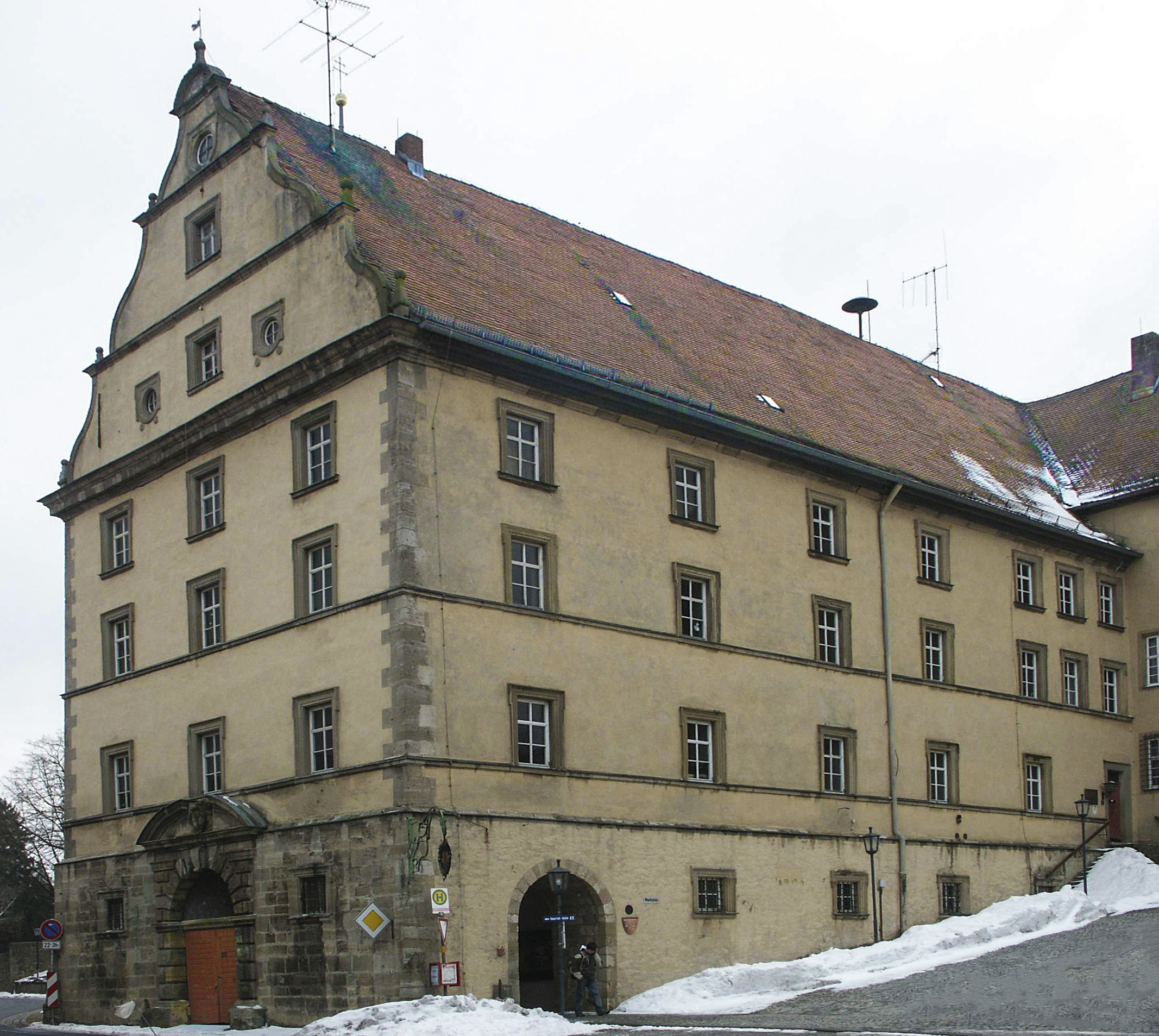
Urząd biskupów
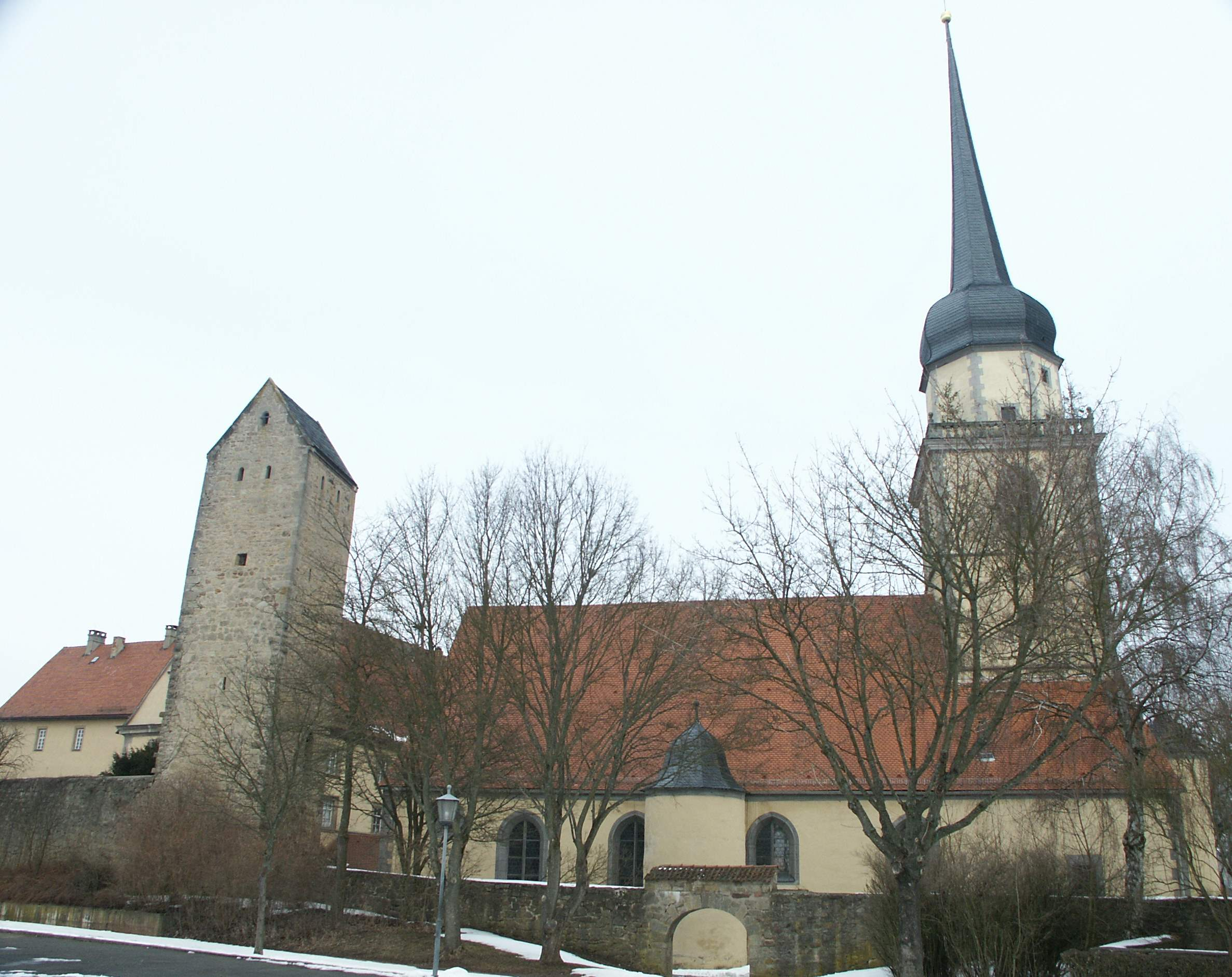
Kościół św. Kiliana (St. kilian)
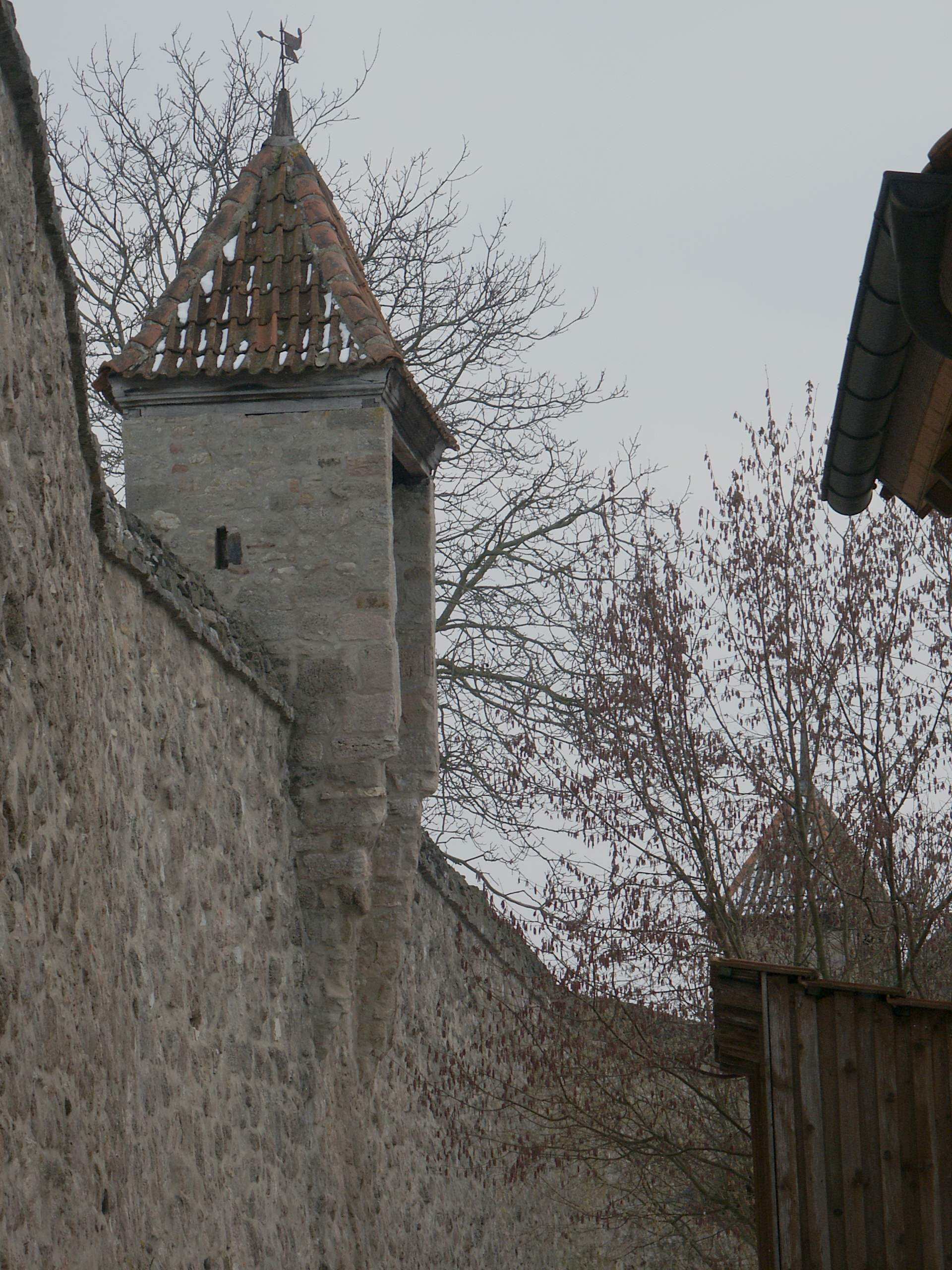
Mury miejskie
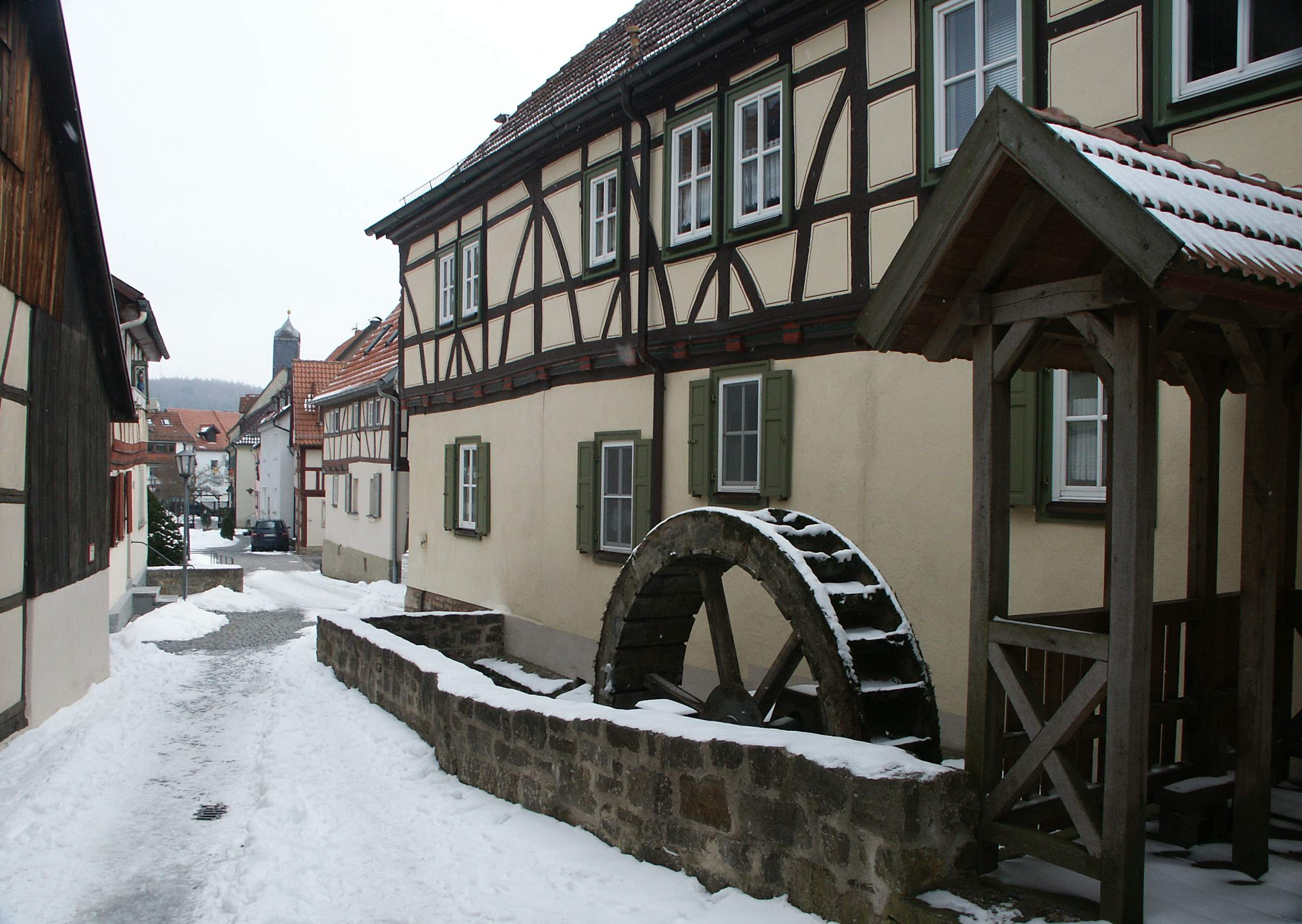
Stare Miasto